# Mano de simio
Síndrome provocado por la lesión del nervio mediano.
Se caracteriza por la parálisis y atrofia de los músculos de la eminencia tenar.
El músculo que se encuentra principalmente afectado es el oponente del pulgar, el cual pierde su movimiento característico de oposición y da como resultado un aspecto similar al de una mano de simio.